# Second Rhapsody
La Second Rhapsody (Deuxième Rhapsodie) est une œuvre pour piano et orchestre du compositeur américain George Gershwin, composée en 1931. Elle fut et est encore moins appréciée et connue que la première rhapsodie, la Rhapsody in Blue, composée en 1924.

## Histoire
En 1930, George Gershwin et son frère Ira furent invités à Hollywood pour composer la musique du film Delicious. George pris sept semaines à composer la bande-son pour constater que seulement quatre chansons, à "séquence de rêve" et une minute de la séquence orchestrale de six minutes intitulée New York Rhapsody seraient incluses dans le film.
Lorsqu'il revint à New York en février 1931, il avait décidé d'utiliser le matériel de la séquence de six minutes et de le travailler pour en faire une œuvre de concert. Il en avait déjà fait quelques croquis. Il acheva la pièce, longue de quatorze minutes, en mai. La nouvelle œuvre était originellement intitulée  Rhapsody in Rivets durant la composition, mais plus, il n'arriva pas à se décider entre New York Rhapsody et Manhattan Rhapsody. Le titre définitif fut donc décidé comme Second Rhapsody.
La première eut lieu au Symphony Hall de Boston par l'Orchestre symphonique de Boston (Boston Symphony Orchestra) sous la direction de Serge Koussevitsky le 29 janvier 1932, avec le compositeur au piano. La première New-Yorkaise eut lieu cinq jours plus tard.
La version la plus souvent entendue de nos jours est une réorchestration de Robert McBride. La plupart des orchestrations de Gershwin ont été simplifiées. De plus, huit mesures supplémentaires ont été ajoutées à la réexposition. Michael Tilson Thomas a été un défenseur de la version originale de Gershwin. Pour son enregistrement de 1985 ainsi que pour ses performances suivantes, il utilisa le manuscrit original.